# Senecio hillebrandii
Senecio hillebrandii là một loài thực vật có hoa trong họ Cúc. Loài này được Christ miêu tả khoa học đầu tiên năm 1887.